# Carrollton (Kentucky)
Carrollton é uma cidade localizada no estado americano de Kentucky, no Condado de Carroll.

## Demografia
Segundo o censo americano de 2000, a sua população era de 3846 habitantes.
Em 2006, foi estimada uma população de 3885, um aumento de 39 (1.0%).

## Geografia
De acordo com o United States Census Bureau tem uma área de
5,8 km², dos quais 5,8 km² cobertos por terra e 0,0 km² cobertos por água. Carrollton localiza-se a aproximadamente 360 m acima do nível do mar.

## Localidades na vizinhança
O diagrama seguinte representa as localidades num raio de 12 km ao redor de Carrollton.